# Hans Åström
Hans Olov Åström född 28 november 1968 i Hanebo församling i Gävleborgs län, är en svensk bandyspelare och försäkringstjänsteman.

## Biografi
Hans Åström har Bollnäs Bandy som moderklubb. Hans kännetecken är tempoväxlingarna, snabbheten och de snabba dragningarna. Han var under 1990-talet och i början av 2000-talet en av Sveriges bästa forwards men klev i slutet av sin bandykarriär ner på mittfältet och visade att han också var en duktig passningsläggare. Åström har vunnit två SM-guld med Sandvikens AIK 1997 och med Edsbyns IF 2007. Han blev aldrig svensk mästare med sin moderförening. 
Åström har av Bollnäspubliken fått smeknamnet "Hans Majestät". Han blev säsongen 1996/1997 utsedd till årets man i svensk bandy efter vinsten i skytteligan på 44 mål och SM-guldet med Sandvikens AIK. Den 9 mars 2009 utsågs Hans Åström till ny A-lagstränare i Bollnäs Bandy. 
I mars 2020 blev Hans invald i Svensk Bandys ”Hall of fame”
Hans Åström är prins Daniels kusin (Åströms mor är syster till Olle Westling) och en av faddrarna till Daniels och kronprinsessan Victorias son, prins Oscar. Hans barn heter Marius och Philip.

## Klubbar
| Klubb          | År                              |
| -------------- | ------------------------------- |
| Bollnäs Bandy  | 1988-1989                       |
| Edsbyns IF     | 1989-1993                       |
| Sandvikens AIK | 1993-1997                       |
| Bollnäs Bandy  | 1997-2006                       |
| Edsbyns IF     | 2006-2007                       |
| Bollnäs Bandy  | 2007-2008 (1 match mot Ljusdal) |
| Bollnäs Bandy  | 2008-2010 (Huvudstränare A-lag) |
| Sverige        | 2011-2013 (Förbundskapten U23)  |

## Statistik
Landskamper: 82 A
Skyttekung säsongen 1996/1997 med 44 mål tillsammans med Jonas Claesson
VM-guld 1993, 1995, 1997
Skyttekung i VM 1999
SM-guld: 1996/1997 med Sandvikens AIK och 2006/2007 med Edsbyns IF
Vinnare av WC för klubblag 1992 med Edsbyns IF och 2005 med Bollnäs GIF

## Utmärkelser
- Stor grabb i bandy nr: 208
- Årets man i svensk bandy säsongen 1996/1997
- Årets ledare i svensk bandy 2011
- Invald i Bandyns Hall of fame 2020